# Lijst van voetbalinterlands Seychellen - Swaziland
Deze lijst van voetbalinterlands is een overzicht van alle officiële voetbalwedstrijden tussen de nationale teams van de Seychellen en Swaziland. De landen hebben tot op heden vier keer tegen elkaar gespeeld. De eerste ontmoeting, een groepswedstrijd tijdens de COSAFA Cup 2008, was op 23 juli 2008 in Witbank (Zuid-Afrika). Het laatste duel, een vriendschappelijke wedstrijd, werd gespeeld in Roche Caiman op 27 maart 2018.

## Wedstrijden
| № | Plaats       | Datum           | Competitie        | Wedstrijd              | Uitslag |
| - | ------------ | --------------- | ----------------- | ---------------------- | ------- |
| 1 | Witbank      | 23 juli 2008    | COSAFA Cup 2008   | Seychellen − Swaziland | 0 − 1   |
| 2 | Bulawayo     | 18 oktober 2009 | COSAFA Cup 2009   | Swaziland − Seychellen | 2 − 1   |
| 3 | Windhoek     | 13 juni 2016    | COSAFA Cup 2016   | Swaziland − Seychellen | 4 − 0   |
| 4 | Roche Caiman | 27 maart 2018   | Vriendschappelijk | Seychellen − Swaziland | 0 − 0   |

## Samenvatting
| Competitie        | Totaal gespeeld | Winst Seychellen | Gelijk | Winst Swaziland | Doelsaldo Seychellen – Swaziland |
| ----------------- | --------------- | ---------------- | ------ | --------------- | -------------------------------- |
| COSAFA Cup        | 3               | 0                | 0      | 3               | 1 − 7                            |
| Vriendschappelijk | 1               | 0                | 1      | 0               | 0 − 0                            |
| Totaal            | 4               | 0                | 1      | 3               | 1 − 7                            |

SFF · A-internationals · Seychels vrouwenelftal
1980 - 1989 · 
1990 - 1999 · 
2000 – 2009 · 
2010 – 2019 ·
2020 − 2029
Algerije ·
Angola ·
Bangladesh ·
Botswana ·
Burkina Faso ·
Burundi ·
Comoren ·
Congo-Kinshasa ·
Eritrea ·
Ethiopië ·
Gabon ·
Gambia ·
Ivoorkust ·
Kenia ·
Lesotho ·
Libië ·
Madagaskar ·
Malawi ·
Malediven ·
Mali ·
Mauritius ·
Mozambique ·
Namibië ·
Nigeria ·
Oeganda ·
Palestina ·
Rwanda ·
San Marino ·
Sierra Leone ·
Soedan ·
Sri Lanka ·
Swaziland ·
Tanzania ·
Tunesië ·
Zambia ·
Zimbabwe ·
Zuid-Afrika ·
Zuid-Soedan
NFAS · 
Swazisch vrouwenelftal
1968 · 
1969 · 
1970 · 
1971 · 
1972 · 
1973 · 
1974 · 
1975 · 
1976 · 
1977 · 
1978 · 
1979 · 
1980 · 
1981 · 
1982 · 
1983 · 
1984 · 
1986 · 
1987 · 
1988 · 
1989 · 
1990 · 
1991 · 
1992 · 
1993 · 
1994 · 
1995 · 
1996 · 
1997 · 
1998 · 
1999 · 
2000 · 
2001 · 
2002 · 
2003 · 
2004 · 
2005 · 
2006 · 
2007 · 
2008 · 
2009 · 
2010 · 
2011 · 
2012 · 
2013 · 
2014 ·
2015 ·
2016 ·
2017 ·
2018 ·
2019 ·
2020 ·
2021 ·
2022 ·
2023 ·
2024
Angola ·
Botswana ·
Burkina Faso ·
Comoren ·
Congo-Brazzaville ·
Congo-Kinshasa ·
Djibouti ·
Egypte ·
Eritrea ·
Gabon ·
Ghana ·
Guinee ·
Guinee-Bissau ·
Kaapverdië ·
Kameroen ·
Kenia ·
Lesotho ·
Libië ·
Madagaskar ·
Malawi ·
Mali ·
Mauritius ·
Mozambique ·
Namibië ·
Niger ·
Nigeria ·
Senegal ·
Seychellen ·
Sierra Leone ·
Soedan ·
Somalië ·
Tanzania ·
Togo ·
Tunesië ·
Zambia ·
Zimbabwe ·
Zuid-Afrika